# Хавант энд Уотерлувилл
«Хавант энд Уотерлувилл» (англ. Havant & Waterlooville FC) — английский футбольный клуб из города Хавант, графстве Хэмпшир. Образован в 1998 году, путём слияния клубов «Хавант Таун» и «Уотерлувилл». Домашние матчи проводит на стадионе «Уэст-Ли-Парк». В сезоне 2017-2018 клуб занял первое место в Южной Конференции, получив право выступать в Национальной Конференции, пятом по значимости футбольном турнире Англии, однако по итогам сезона 2018/19 клуб вернулся в Южную Лигу.

## История
В 1998 году команды Хавант Таун и Уотерлувилл объединились. В первом, после объединения, сезоне клуб выиграл Южный дивизион Южной лиги под руководством бывшего защитника Кристал Пэлас и Портсмута Билли Гилберта. Также в первом сезоне было успешное выступление в Кубке Англии, где только поражение в серии пенальти от клуба Хейз не позволило ястребам встретиться с командой лиги Мансфилд Таун в первом раунде.
После того как Билли Гилберт покинул Хавант & Уотерлувилл, Мик Дженкинс и Лиам Дэйш были назначены менеджерами клуба в апреле 2000 года. Под их руководством ястребы добились определенных успехов в Кубке Англии, где команда дошла до первого раунда впервые из четырех попыток. В сезоне 2000/2001 команда в кубке проиграла дома 2-1 представителю Северной Конференции Саутпорту, а на следующий год клуб уступил команде Дагенем энд Редбридж на выезде 3-2.

## Достижения
Кубок Англии
- Четвертый квалификационный раунд: (1) – 2008
- Первый раунд: (6) – 2001, 2003, 2007, 2009, 2011, 2015

Южная Конференция
- Первые: (1) – 2018
- Четвертые: (1) – 2007 (Полуфиналист плей-офф)
- Пятые: (1) – 2015 (Полуфиналист плей-офф)

Премьер дивизион Южной Лиги
- Третьи: (1) – 2002

Дивизион Юг Южной лиги
- Победители: (1) – 1999

ФА Трофи
- Полуфинал: (2) – 2003, 2014
- Четвертьфинал: (1) – 2009

Главный кубок Портсмута
- - Победители (1): 2015